# Kaasjeskruidmot
De kaasjeskruidmot (Platyedra subcinerea) is een vlinder uit de familie tastermotten (Gelechiidae). De wetenschappelijke naam is voor het eerst geldig gepubliceerd in 1828 door Haworth.
De soort komt voor in Europa.